# エミリオ・インソレラ
エミリオ・インソレラ（Emilio Insolera 1979年1月29日 - ）は、 アルゼンチン・ブエノスアイレス出身の映画プロデューサー・俳優。
『サイン・ジーン/初代ろう者スーパーヒーロー』のプロデューサーを務め、自身も作品に出演している。2019年9月、インソレラがユニバーサル・ピクチャーズのスパイ映画 『355』（原題：The 355)のキャストに加わった。出演はジェシカ・チャステイン、ルピタ・ニョンゴ、ペネロペ・クルス、ダイアン・クルーガー、ファン・ビンビン、セバスチャン・スタンとエドガー・ラミレス。『355』は、『X-MEN:ダーク・フェニックス』の脚本兼監督を担当したサイモン・キンバーグが監督を務める。

## 来歴
インソレラは生まれつき、ろう者である。アルゼンチンのブエノスアイレスで、イタリア人ろう者の両親の元に生まれイタリアで育つ。ギャローデット大学にて言語学と映画製作の学士を取得。その後、ローマ・ラ・サピエンツァ大学大学院のマスコミ学を首席で卒業する。ニューヨークを拠点としていた際、インソレラはアメリカの人気音楽チャンネルMTVにて勤務していた。数年後、インソレラは初めてのイタリア手話のマルチメディア辞書を共同制作した。

## 作品
インソレラは自身の第1作となる映画、『サイン・ジーン』の撮影を日本とアメリカ、イタリアで行った。本作は手話を使用する事により超能力を操る、ろう者のスーパーヒーローの物語である。短編映画として制作を始めたのだが、後に脚本を長編のものへ書き換えた。秘密諜報員であるトム・クレークは、何代にも渡る”ろう”一家の出身であり、その歴史はローラン・クレークの生きた17世紀までさかのぼる。トムはアメリカのろう伝道者、ローラン・クレークの末裔なのである。 トムは同じくろう者であり、悪に魂を売り、サイン・ジーンを抹殺しようと画策する1.8.8.0. という秘密結社を組織するジャクソン・クレークとの何年にも渡る激闘の末、能力を多く失ってしまった。 ペンタゴン傘下のサイン・ジーンたちで構成されるQ.I.A.(クインパール・インテリジェンス・エージェンシー)諜報機関のトップ、ヒュー・デニソンは、トム・クレークとアシスタントのケン・ワンを未解決事件の調査のためニューヨークから大阪へ派遣した。
インソレラは特に手話に堪能なネイティブを探していた。
ワールドプレミアは2017年9月8日にミラノにて行われ、14日にはUCIシネマにて上映された。アメリカでは2018年4月13日に公開された。
インソレラの『サイン・ジーン』は良好的な評価を得ています。ロサンゼルス・タイムズ紙ではMichael Rechtshaffen氏がこの映画は「フレッシュでユニークな映画内容であり、早いテンポの中で手話とアクションがろう者キャストにより進められている。そして音響と映像効果と組み合わさり、力強さを生み出している。」と評価している。イタリアの日刊紙「Avvenire」は「映画は特に日本の映画や漫画などに慣れている若者世代に特に人気を得るだろう。」と掲載。ファッションフィルムASVOFFにGiorgiaCantariniは「映画内容はとても複雑で興味深い。音響システムは重要な場面を予測不可能にさせ、観ている者を圧倒させる。テンポの早いこの映画の活気と力強さに驚かされるにん違いない。」と述べている。イタリアの日刊紙コリエーレ・デラ・セラにMichela Trigariは想像力を捉えるサイエンスフィクション映画であり、目に見えないものを目に見えるようにする媒体としての「実験的な映画」であると評価している。
2019年9月、インソレラはユニバーサル・ピクチャーズのスパイ映画『355』（原題：The 355)のキャストに加わった。出演は、ジェシカ・チャステインやルピタ・ニョンゴ、ペネロペ・クルス、ダイアン・クルーガー、ファン・ビンビン、セバスチャン・スタン、エドガー・ラミレス。『355』は、『X-MEN:ダーク・フェニックス』の脚本・監督を務めたサイモン・キンバーグが監督を担当する。

## 私生活
インソレラは東京で出会った、ノルウェー人モデルであるカロラ・インソレラと結婚している。